# Ламми

Расположение волости Ламми, 2008

Ламми (фин. Lammi) — бывшая волость Финляндии. 1 января 2009 года вошла в состав города Хямеэнлинна. Располагалась в провинции Южная Финляндия и являлась частью региона Канта-Хяме. В муниципалитете проживало 5 507 человек (2008), а его площадь составляла 611,24 км², из которых 73,69 км² приходилось на водные ресурсы. Плотность населения составляла 11 человек на 1 км². Соседними волостями Ламми были Асиккала, Хаухо, Хаусъярви, Хямеенкоски, Янаккала, Кяркёля, Луопиоинен, Падасйоки и Туулос. В волости говорили на финском языке. На территории волости располагалось несколько озёр, Куохиярви и Пяяярви (последнее находится на границе между Ламми и Хямеенкоски).